# FDP-Liberale Fraktion der Bundesversammlung

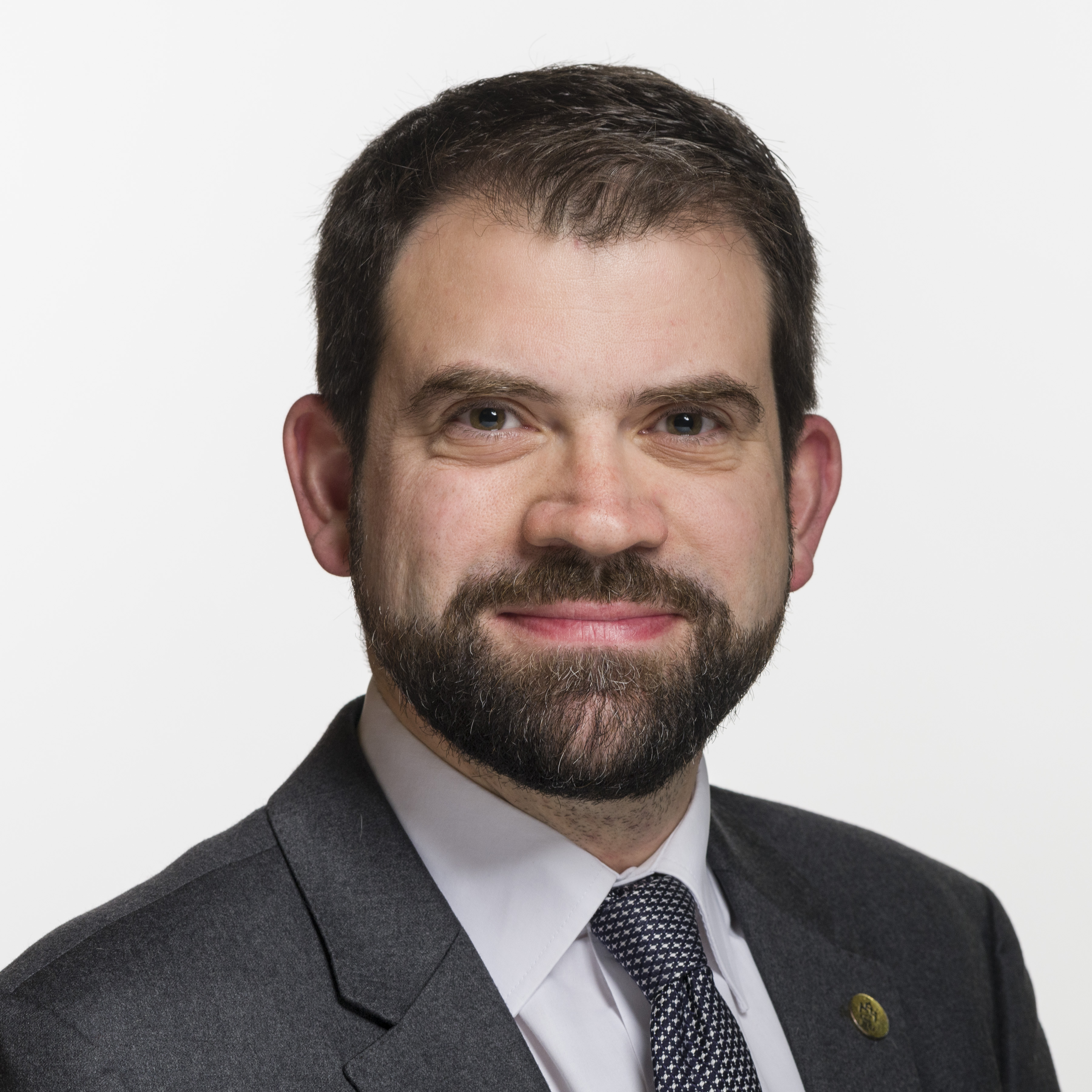
Damien Cottier, Präsident der FDP Bundeshausfraktion

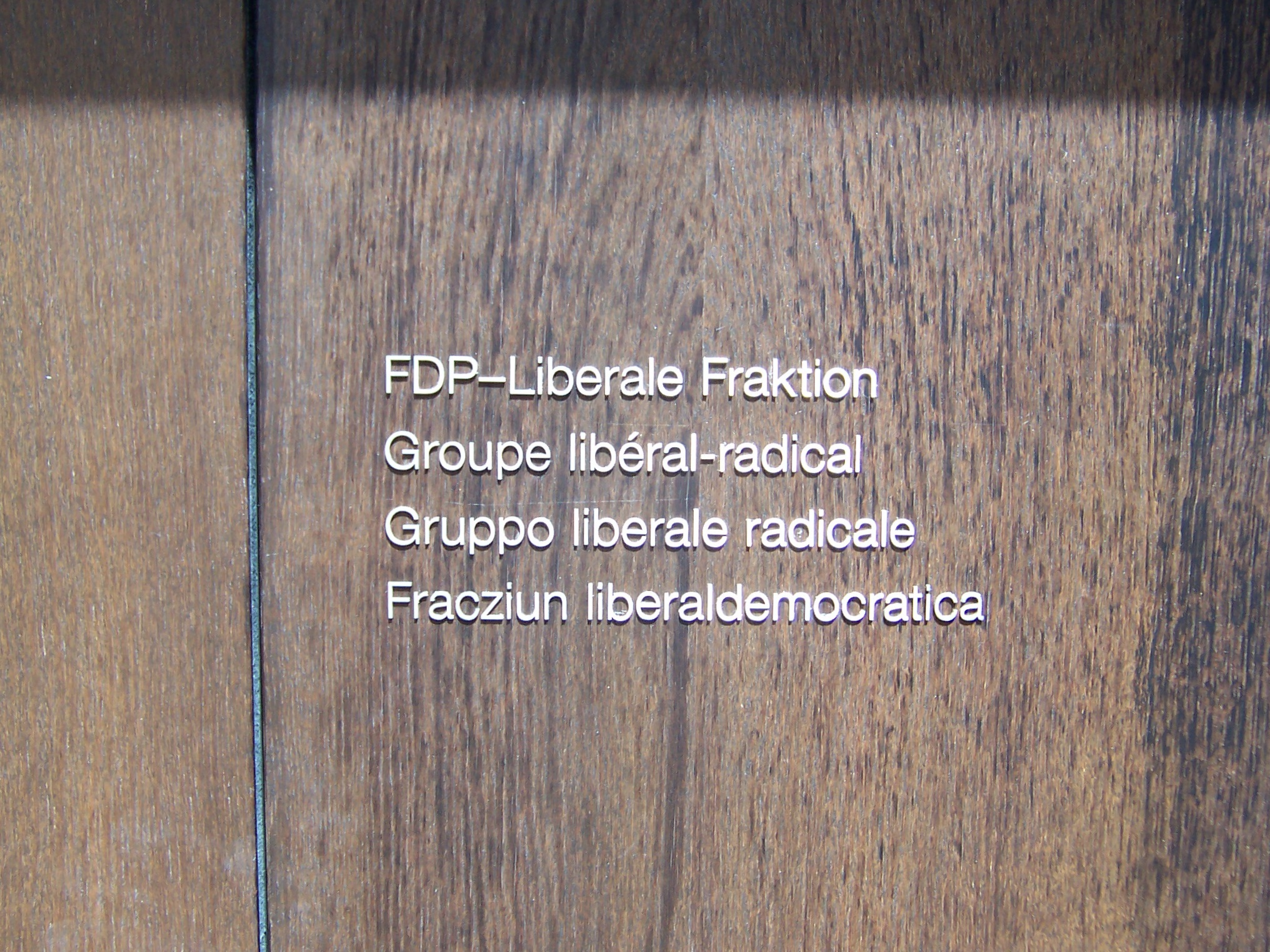
Tür des Fraktion-Sitzungszimmers im Bundeshaus

Die FDP-Liberale Fraktion der Bundesversammlung (Groupe libéral-radical / Gruppo liberale-radicale / Fracziun liberaldemocraticaist) ist die Fraktion der Schweizer Partei FDP.Die Liberalen im Bundesparlament. Im Parlamentsbetrieb trägt die Fraktion die Abkürzung RL.

## Fraktion
Die FDP-Liberale Fraktion vertritt 14,3 Prozent Wähleranteil (Wahlen 2023) der Schweiz. Ihr gehörten zu Beginn der 51. Legislaturperiode (2023–2027) 28 Nationalräte (NR) und 11 Ständeräte (SR) der Partei FDP.Die Liberalen an. Im Januar 2025 wechselte ein Mitglied des Nationalrates von der FDP-Liberalen Fraktion zur Fraktion der GLP.
Die Fraktion ist in ihren Entscheidungen unabhängig von anderen Parteiorganen, sie stützt sich jedoch auf die Ziele und Programme der Partei. Die Nominierung der Bundesratskandidaten der Partei gehört in die alleinige Zuständigkeit der Fraktion.
Die FDP-Liberale Fraktion wurde nach den Schweizer Parlamentswahlen 2003 gegründet, bereits etwa 5 Jahre vor der Fusion der 
Freisinnig-Demokratischen Partei der Schweiz (FDP) und der Liberalen Partei der Schweiz (LPS), durch die National- und Ständeräte beider Parteien. Die gemeinsame Fraktion ebnete massgebend den Weg zur Gründung des Parteiverbundes Union der Freisinnigen und Liberalen (2005) und danach der Fusionspartei «FDP.Die Liberalen» (2009). Die Fraktion trägt ihren heutigen Namen seit November 2008. Von 2005 bis 2008 trug sie die Bezeichnung «Freisinnig-Liberale Fraktion». Vor 2005 existierten separat die «Freisinnig-Demokratische Fraktion» (FDP-Fraktion, Kürzel R) und die «Liberale Fraktion» (LPS-Fraktion, Kürzel L) in der Bundesversammlung.

## Fraktionsleitung
Präsidium
- Damien Cottier NR / NE, Fraktionspräsident, seit 2022
- Daniela Schneeberger  NR / BL, Vizepräsidentin, seit 2022
- Hans Wicki SR / NW, Vizepräsident (Präsident der Ständeratsgruppe der Fraktion), seit 2022
- Alexandre Berthoud  NR / VD, Vizepräsident (Präsident der Parlamentariergruppe lateinischer Schweiz), seit 2022

Vorstand
- Präsidiumsmitglieder (siehe oben)

Präsidentin und Vizepräsidenten der FDP.Die Liberalen Schweiz (ex-officio) 
- Bundesräte der FDP und (allenfalls) der Bundeskanzler aus der FDP (ex-officio)

Büromitglieder der Nationalrates und Ständerates (ex-officio)
- 10 weitere FDP-Bundesparlamentarier

## Fraktionspräsidenten

### FDP-Liberale Fraktion
| Periode   | Fraktionschef    | Kanton / Rat | weitere Ämter          |
| 2022–     | Damien Cottier   | NE / NR      |                        |
| 2017–2022 | Beat Walti       | ZH / NR      |                        |
| 2015–2017 | Ignazio Cassis   | TI / NR      | Bundesrat seit 1.11.17 |
| 2008–2015 | Gabi Huber       | UR / NR      |                        |
| 2005–2008 | Felix Gutzwiller | ZH / NR, SR  |                        |

### Freisinnig-Demokratische Fraktion
| Periode   | Fraktionschef           | Kanton / Rat | weitere Ämter                   |
| 2002–2005 | Fulvio Pelli            | TI / NR      | Präsident FDP-Schweiz seit 2005 |
| 1996–2002 | Christine Beerli        | BE / SR      |                                 |
| 1990–1996 | Pascal Couchepin        | VS / NR      | Bundesrat 1998–2009             |
| 1986–1989 | Ulrich Bremi            | ZH / NR      | Nationalratspräsident 1990/91   |
| 1982–1985 | Jean-Jacques Cevey      | VD / NR      | Nationalratspräsident 1986/87   |
| 1978–1982 | Franz Eng               | SO / NR      | Nationalratspräsident 1982/83   |
| 1975–1978 | Luigi Generali          | TI / NR      | Nationalratspräsident 1978/79   |
| 1973–1975 | Paul Bürgi              | SG / NR, SR  |                                 |
| 1970–1973 | Georges-André Chevallaz | VD / NR      | Bundesrat 1974–1983             |
| 1967–1970 | Alfred Weber            | BE / NR      | Nationalratspräsident 1970/71   |
| 1966–1967 | Emil Baumgartner        | BE / NR      |                                 |
| 1964–1966 | Alfred Schaller         | BS / NR      | Nationalratspräsident 1966/67   |
| 1960–1963 | Ernst Studer            | BE / NR      |                                 |
| 1953–1959 | Andre Guinand           | GE / NR      | Nationalratspräsident 1962/63   |
| 1947–1953 | Herrmann Hüberlin       | ZH / NR      | Nationalratspräsident 1954/55   |
| 1944–1947 | Eugene Hirzel           | VD / NR      |                                 |
| 1943–1944 | Pierre Rochat           | VD / NR      |                                 |
| 1941–1943 | Emil Keller             | AG / NR      | Nationalratspräsident 1942/43   |
| 1938–1941 | Ludwig F. Meyer         | LU / NR      |                                 |
| 1936–1938 | Henry Vallotton         | VD / NR      | Nationalratspräsident 1938/39   |
| 1933–1935 | Robert Schläpfer        | SO / SR      |                                 |
| 1928–1933 | Hermann Schüpbach       | BE / NR      | Nationalratspräsident 1934/35   |
| 1925–1928 | Henri Calame            | NE / NR      |                                 |
| 1924–1925 | Beat-Heinrich Bolli     | SH / SR      | Ständeratspräsident 1918/19     |
| 1918–1924 | Robert Forrer           | SG / NR      |                                 |

### Fraktion der Liberalen Partei der Schweiz
| Periode   | Fraktionschef       | Kanton / Rat | weitere Ämter |
| --------- | ------------------- | ------------ | ------------- |
| 1999–2004 | Rémy Scheurer       | NE / NR      |               |
| ab 1994   | Jean-Michel Gros    |              |               |
| ab 1991   | Jean-François Leuba |              |               |
| ab 1987   | François Jeanneret  |              |               |
| ab 1979   | Claude Bonnard      |              |               |
| ab 1972   | Peter Dürrenmatt    |              |               |
| ab 1971   | Raymond Deonna      |              |               |
| ab 1963   | Gaston Clottu       |              |               |
| ab 1959   | Louis Guisan        |              |               |
| ab 1951   | Nicolas Jaquet      |              |               |
| ab 1947   | Aymon de Senarclens |              |               |
| ab 1943   | Albert Oeri         |              |               |
| ab 1935   | Charles Gorgerat    |              |               |
| ab 1929   | Maurice Bujard      |              |               |
| ab 1925   | Albert Maunoir      |              |               |
| ab 1917   | Aloïs de Meuron     |              |               |

## Zusammensetzung
| Legislatur | Jahre     | Mitglieder | Ständerat | Nationalrat | Stimmenanteil NR |
| 52.        | 2023–2027 | 38         | 27        | 11          | 14,3             |
| 51.        | 2019–2023 | 41         | 29        | 12          | 15,1             |
| 50.        | 2015–2019 | 46         | 13        | 33          | 16,4 %           |
| 49.        | 2011–2015 | 41         | 11        | 30          | 15,1 %           |
| 48.        | 2007–2011 | 47         | 12        | 35          | 15,8 %           |